# Lươn
Lươn (danh pháp hai phần: Monopterus albus) là một loài cá thuộc Họ Lươn (Synbranchidae).

## Đặc điểm
Chiều dài thân trung bình khoảng 25–40 cm, mặc dù có cá thể dài tới 1 m. Thân hình trụ, da trần không vảy, thiếu vây chẵn, vây lưng nối liền với vây đuôi, vây hậu môn. Các vây không có gai, mang thoái hóa thành một lỗ phía dưới đầu. Đuôi vót nhọn. Lưng màu nâu, bụng màu trắng hay nâu nhạt. Miệng lớn, có thể kéo dài ra được, cả hai hàm đều có các răng nhỏ để ăn cá, giun, giáp xác cùng các động vật thủy sinh nhỏ khác vào ban đêm. Hai mắt rất nhỏ.
Giống như các loài khác trong bộ Lươn, chúng hô hấp nhờ các màng của khoang bụng và ruột, không có bong bóng.

### Bệnh tật
Lươn là vật chủ của Gnathostoma spinigerum. ăn lươn sống hoặc nấu không kỹ dễ bị nhiễm giun đầu gai, một căn bệnh xảy ra ở Thái Lan và Việt Nam.

## Vòng đời
M. albus là loài lưỡng tính. Tất cả các con non là cái. Khi chúng trưởng thành, một số biến thành con đực. Con đực có khả năng chuyển đổi giới tính, cho phép chúng bổ sung khi quần thể con cái thấp. Sự thay đổi giới tính có thể mất đến một năm.
Sinh sản có thể xảy ra trong suốt cả năm. Trứng được đẻ trong tổ bong bóng nằm trong vùng nước nông. Các tổ bong bóng nổi trên bề mặt nước và không gắn liền với thảm thực vật thủy sinh. Con cái đẻ tới 1.000 trứng mỗi lần sinh sản. Đặc điểm này rất quan trọng khi xem xét kiểm soát của các loài xâm lấn.

## Phân bố
M. albus là loài bản địa châu Á, từ Ấn Độ, Myanmar tới miền đông châu Á. Tại Hoa Kỳ, đây là loài du nhập, người ta thông báo nó có tại các khu vực như Hawaii, Florida và Georgia..
Mặc dù nó có thể sống sót ở nhiệt độ dưới điểm đóng băng của nước (0 °C) hay vài tháng mà không có nhiều nước hoặc nước lợ/mặn; nhưng nói chung chỉ tìm thấy tại tầng đáy trong các khu vực nước ngọt và ấm áp, chẳng hạn như các ao nhiều bùn, đầm lầy, kênh mương và ruộng lúa.

## Thành ngữ
Tiếng Việt ví những người có cặp mắt ti hí là "mắt lươn", không những mắt nhỏ mà còn hàm ý xấu như trong câu:
Những người ti hí mắt lươn
Trai thì trộm cắp gái buôn chồng người.
Ca dao cũng có câu nhắc đến lươn:
Lươn ngắn mà chê chạch dài
Thờn bơn méo miệng chê trai lệch mồm.

## Thực phẩm
Lươn là một thực phẩm ở nhiều nước châu Á. Thịt lươn được chế biến thành nhiều món ăn ngon khác nhau. Ở Việt Nam lươn có thể được dùng làm nguyên liệu của các món ăn được ưa chuộng như: cháo lươn, miến lươn, lẩu lươn, chuối om lươn,súp lươn, lươn xào sả ớt...Trước kia lươn chủ yếu chỉ được khai thác ngoài tự nhiên. Ngày nay, lươn được nuôi nhân tạo và trở thành một nghề sản xuất mang lại hiệu quả kinh tế cao.

## Hình ảnh

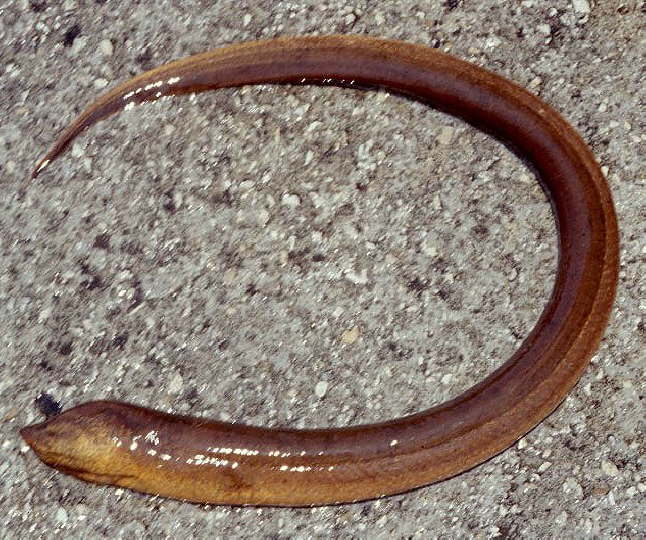
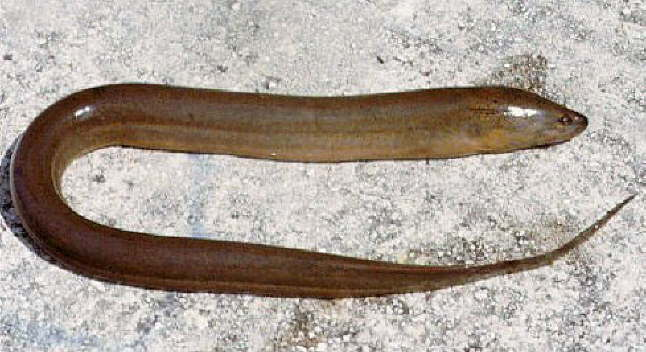
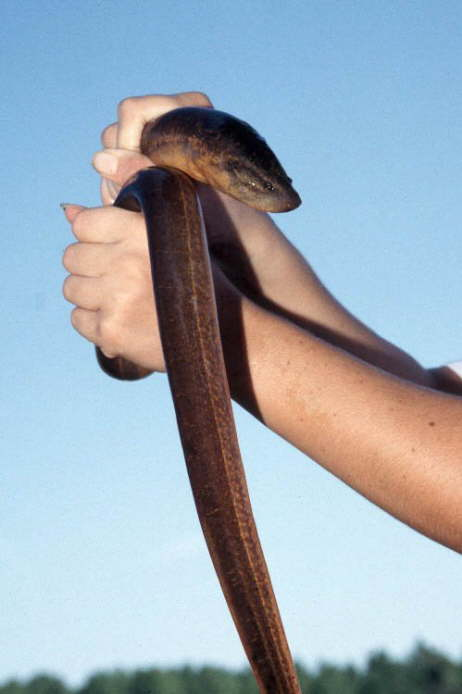
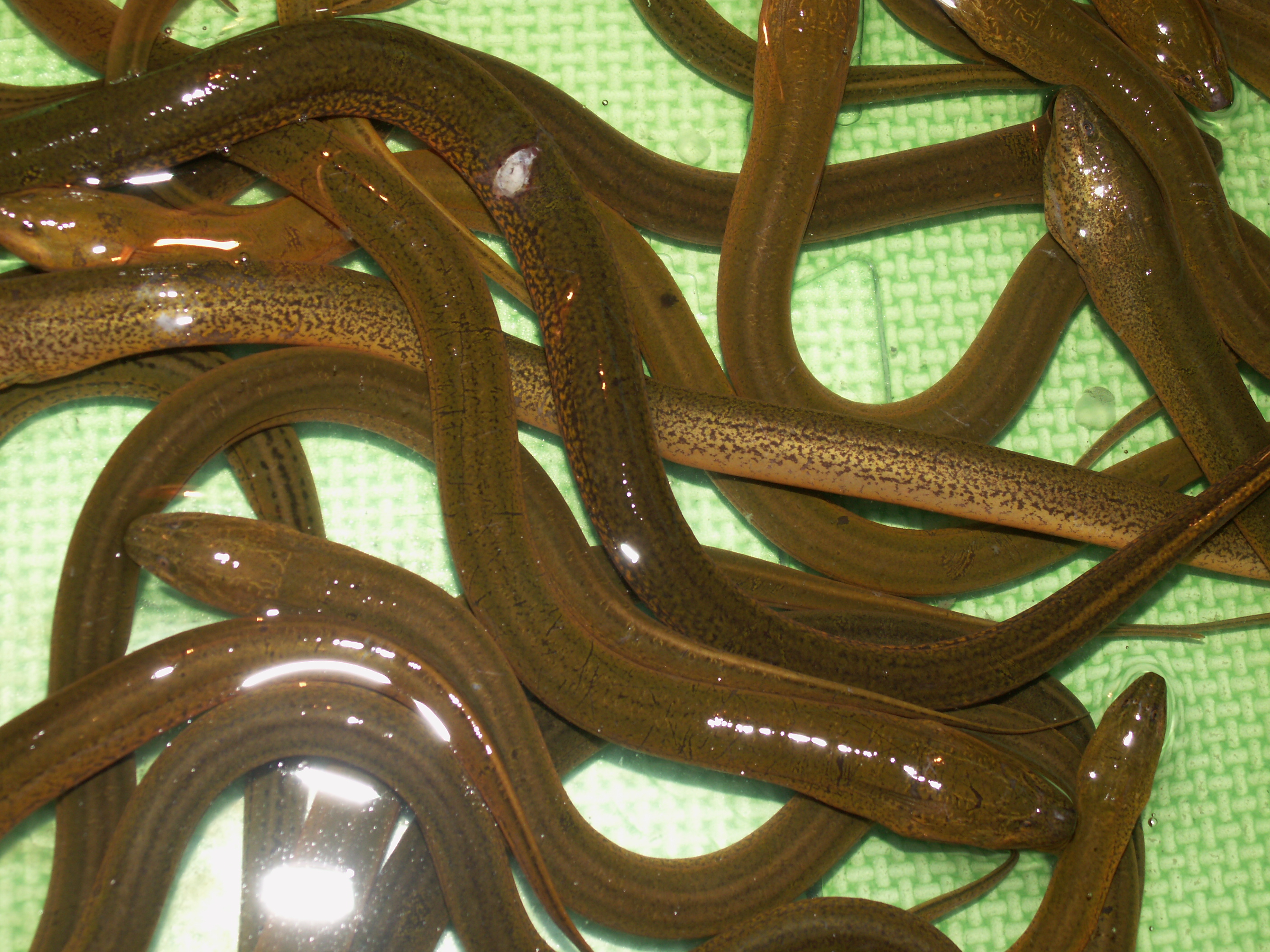